# Giải của Hiệp hội phê bình phim Toronto cho nam diễn viên phụ xuất sắc nhất
Giải của Hiệp hội phê bình phim Toronto cho nam diễn viên phụ xuất sắc nhất là một trong các giải thưởng hàng năm của Hiệp hội phê bình phim Toronto dành cho nam diễn viên đóng vai phụ trong một phim, được bầu chọn là xuất sắc nhất.

## Các người đoạt giải

### Thập niên 2000
| Năm  | Người đoạt giải | Phim                   | Vai diễn      |
| ---- | --------------- | ---------------------- | ------------- |
| 2000 | Tobey Maguire   | Wonder Boys            |               |
| 2000 | Jeffrey Wright  | Shaft                  |               |
| 2001 | Ben Kingsley    | Sexy Beast             |               |
| 2002 | Chris Cooper    | Adaptation.            | John Laroche  |
| 2003 | Peter Sarsgaard | Shattered Glass        | Charles Lane  |
| 2004 | Clive Owen      | Closer                 | Larry Gray    |
| 2005 | Paul Giamatti   | Cinderella Man         | Joe Gould     |
| 2006 | Michael Sheen   | The Queen              | Tony Blair    |
| 2007 | Javier Bardem   | No Country for Old Men | Anton Chigurh |
| 2008 | Heath Ledger    | The Dark Knight        | The Joker     |
| 2009 | Christoph Waltz | Inglorious Basterds    | Hans Landa    |